# Méta-éthique
La méta-éthique est une branche de la philosophie morale qui se consacre à l'analyse des concepts fondamentaux de l'éthique, de leurs présupposés épistémologiques et de leur signification. Elle est étroitement liée à l'éthique normative, dont elle est censée définir les fondements théoriques. La méta-éthique s'interroge notamment sur la nature à la signification[pas clair] de concepts moraux comme le bon, le juste, le devoir, mais aussi la conscience morale. Elle est aussi appelée pour cette raison éthique analytique[réf. nécessaire].
Il existe deux grands courants qui se recoupent en partie : le non-cognitivisme et le cognitivisme moral. Le non-cognitivisme affirme que les jugements moraux ne peuvent être vrais ou faux, puisque le monde n'a pas de caractéristiques morales objectives ; tandis que le cognitivisme considère que les jugements moraux se réfèrent à une réalité morale.

## Étymologie
Le terme méta-éthique vient du mot grec méta (par-delà, après) et d'un autre mot grec : « éthique ». La méta-éthique est « par-delà » l'éthique dans la mesure où elle n'a pas pour but de définir de nouvelles normes ou lois morales mais d'étudier la nature des énoncés éthiques eux-mêmes. Elle ne dit pas par exemple « tu dois agir de cette manière » mais analyse la nature de tels énoncés impératifs. À travers l'application d'une échelle de la complexité à toutes les dimensions de la personne, de ses liens à toutes les parties prenantes et dans toutes les composantes de sa vie, l'intelligence sociale propose une articulation mesurable de la méta-éthique.

## Histoire de la méta-éthique
Le développement de la philosophie morale au cours du XXe siècle est allé de pair avec la revendication d'autonomie. Ce mouvement a été amorcé par le philosophe britannique G. E. Moore, auteur de l'ouvrage qui est à l'origine de la philosophie morale contemporaine, Principia Ethica (1903). Il part du constat que l'éthique est sui generis et par conséquent qu'elle constitue un domaine d'étude à part entière.
C'est de cette spécificité que naît la méta-éthique, c'est-à-dire l'étude de l'éthique non pas dans son contenu, mais dans ses fonctionnements fondamentaux. Une autre conséquence de la spécificité de l'éthique est l'irréductibilité des valeurs aux faits, c'est-à-dire l'impossibilité en tant qu'êtres finis observant une réalité infinie, de produire des constructions morales prétendant à une validité générale. La méta-éthique s'est donc séparée de la philosophie pratique, entendue comme réflexion sur l'action morale. Cette branche de la philosophie morale a dominé les esprits pendant toute la première partie du XXe siècle.

#### Principales théories méta-éthiques
- Non-cognitivisme
- Expressivisme
- Fictionnalisme
- Universalisme moral
- Subjectivisme moral
- Prescriptivisme universel
- Naturalisme moral